# Invasió mongola de Coràsmia
La invasió mongola de Coràsmia de 1219 a 1221. marca el començament de la conquesta mongola dels estats islàmics, l'expansió mongola culminaria finalment amb la conquesta de virtualment tota Eurasia, excepte per l'Europa Occidental, Fennoscandia, l'Imperi Romà d'Orient, Arabia, el Subcontinent indi, el Japó i parts d'Àsia Sud-oriental.
Irònicament, l'Imperi Mongol no tenia la intenció d'envair l'Imperi Corasmi. En efecte, Genguis Kan havia enviat originalment un missatge de salutació al governant de l'Imperi Corasmi, Ala Ad-din Muhammad, com el seu igual: "tu governes el sol de naixent i jo el sol ponent". La unificació original del Mongols de totes "les persones de les tendes de feltre", unificant les tribus nòmades de Mongòlia i després els Turcomans i d'altres poblacions nòmades, amb escasses baixes, i gairebé cap pèrdua material. Ni tan sols les seves invasions de la Xina, fins al moment, no havien implicat cap carnisseria més gran que les invasions nòmades prèvies havien provocat.
Aquesta invasió, causaria la completa destrucció i devastació de l'Imperi Corasmi, i que faria guanyar als mongols la seva fama de sanguinàris que marcaria la resta de les seves campanyes. En aquesta breu guerra, va durar menys que dos anys, no solament un imperi enorme va ser destruït completament, sinó que Genguis Kan introduïa al món una tàctica cruel - atacs indirectes, i el terror i la massacre de poblacions a gran escala com armes de guerra.

## Orígens del conflicte
Després de la derrota dels Kara-khitans, l'Imperi Mongol de Genguis Kan compartia frontera amb l'Imperi Corasmi, governat pel Shah Ala Ad-din Muhammad. El shah últimament només controlava part del territori i estava ocupat en una disputa amb el califa de Bagdad. El shah s'havia negat a fer l'homenatge obligatori al Califa com líder titular d'Islam, i va demanar el reconeixement com a Soldà del seu imperi, sense emprar els suborns habituals o pretextos. D'aquesta manera el shah tenia problemes al llarg de la seva frontera del sud. Era en aquesta conjuntura en la qual es donà el contacte amb l'Imperi mongol, que havia portat a terme una ràpida expansió. Els historiadors mongols són inflexibles en afirmar que el Gran Khan, en aquella època, no tenia cap intenció d'envair l'Imperi Corasmi, i només l'interessava el comerç i, fins i tot, una aliança potencial.
El shah recelava de les intencions de Genguis sobre un acord de comerç, i els missatges de l'ambaixador del shah a Zhongdu, a la Xina, descrivien el salvatgisme exagerat del Mongols quan atacaven la ciutat durant la seva guerra amb la Dinastia De Jin.
El califa de Bagdad, An-nasir, havia intentat instigar una guerra entre el Mongols i el Shah alguns anys abans de la invasió mongola ocorregués. Aquest intent d'una aliança amb Genguis responia a una disputa entre Nasir i el Shah, però el Khan no tenia cap interès en l'aliança amb un governant que reclamava l'autoritat suprema, titular o no, i que va causar l'extinció del Califat a mans del net de Genguis, Hülegü. Aquest intent del Califa responia a la declaració del Shah per ser nomenat soldà de Coràsmia, un títol que Nasir no tenia cap desig de concedir, en tant que el Shah es negava a admetre la seva autoritat, autoritat si més no nominal. Tanmateix, se sap que Genguis rebutjava la idea de guerra amb el Shah, ja que estava compromès en la guerra amb la Dinastia Jin i el comerç l'Imperi Corasmi era molt rendible.
Genguis llavors va enviar una caravana de 500 homes musulmans per establir una ruta oficial de comerç amb Coràsmia. Tanmateix, Inalchuq, el governador de la ciutat d'Otrar, tenia arrestats els membres de la caravana que venia de Mongòlia, afirmant que la caravana era una conspiració contra Coràsmia. Sembla improbable, tanmateix, que alguns membres de la delegació comercial fossin espies. Tampoc sembla probable que Genguis estigués intentant provocar un conflicte amb l'Imperi Corasmi, considerant que estava en conflicte amb els Jin, a la Xina del nord-est.
Genguis Kan llavors va enviar un segon grup de tres ambaixadors (un musulmà i dos Mongols) per trobar-se amb el Shah mateix i per demanar la posada en llibertat dels presos a Otrar, i que el governador fos lliurat per al càstig. El Shah va afaitar els dos mongols i va fer decapitar el musulmà abans de retornar-los a Genguis Kan. Muhammad també va ordenar executar el personal de la caravana. Això va ser vist com una greu ofensa al mateix kan, que considerava els ambaixadors "com una cosa sagrada i inviolable". Això va portar Genguis Kan a atacar la dinastia coràsmia. Els mongols van travessar les Muntanyes De Tien Shan, ocupant l'imperi del Shah el 1219.

## Invasió inicial
Després de compilar, des de moltes fonts, informació d'intel·ligència, principalment d'espies al llarg de la Carretera De Seda, Genguis Kan preparava prudentment el seu exèrcit, que s'organitzava segons les necessitats de cada campanya. Els canvis foren l'addició de suports a les unitats de la seva temuda cavalleria, tant pesada com lleugera. Mentre confiava en els avantatges tradicionals de la seva cavalleria nòmada mòbil, Genguis incorporava molts aspectes apressos en la guerra de la Xina, especialment en la guerra de setge. El seu tren de bagatges incloïa, equip de setge com ariets, pólvora, trebuchets, i arcs de setge enormes capaços de llançar fletxes de 20 peus. També, la xarxa d'intel·ligència Mongola era formidable. Els mongols mai no van envair un adversari de qui no coneguessin la seva capacitat militar i econòmica i les seves habilitats per resistir, si no havia estat minuciosament i completament explorada. Per exemple, els generals Subotai i Batu Khan van passar un any explorant Europa central, abans de destruir els exèrcits d'Hongria i Polònia en dues batalles separades.
La mida de l'exèrcit de Genguis és sovint font de controvèrsia, anant des d'un petit exèrcit de 90,000 soldats, fins a una estimació més gran de 250,000 soldats, i Genguis portava amb ell els seus generals més capaços a citació d'him. Genguis també portava un gran cos d'estrangers amb ell, principalment d'origen xinès. Aquests estrangers eren experts en setges, experts en la construcció de ponts, doctors i una gran varietat d'especialistes.

En aquesta invasió, el Khan va demostrar per primera vegada l'ús de l'atac indirecte que es convertiria en un segell distintiu de les seves campanyes, i les dels seus fills i nets. El Khan dividir el seu exèrcit, i va enviar una divisió per trobar i executar el Shah - això va fer que el governant d'un imperi tan gran com el dels mongols, amb un exèrcit més gran, es veiés obligat a córrer salvar la seva vida al seu propi país. Les forces mongoles dividides destruïen les forces del Shah sistemàticament, i van perpretar la completa devastació del país, que marcaria moltes de les seves conquestes posteriors.

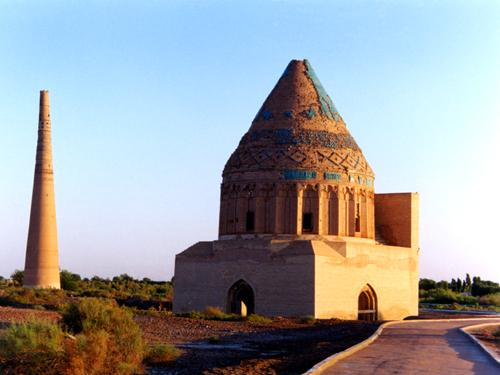
Ruines del palau de Muhammad's a Urgench.

L'exèrcit del Shah, amb 400,000 homes aproximadament, es trobava desplegat a diverses ciutats estratègiques. El Shah tenia por que el seu exèrcit, si s'unia en una unitat gran sota una estructura de comanda única, es podria girar contra ell. A més, els informes del Shah des de la Xina indicaven que els Mongols no eren experts en la guerra de setge, i experimentaven problemes quan intentaven prendre posicions enfortides. Les decisions del Shah sobre desplegament de tropa resultarien desastroses al llarg de la campanya.
Encara que cansats pel seu viatge, el Mongols van obtenir les seves primeres victòries contra l'exèrcit corasmi. Un exèrcit mongol, sota Jotxi, d'entre 25,000-30,000, va atacar l'exèrcit del Shah al sud de Coràsmia i el va forçar a retirar-se a les muntanyes.
L'exèrcit mongol principal, encapçalat personalment per Genguis Kan, es va arribar a la ciutat d'Otrar a la tardor de 1219. Després d'assetjar Otrar durant cinc mesos, les forces del Khan van assaltar la part principal de la ciutat, tot entrant per una porta del port que no estava protegida.
Va caldre un altre més abans que la ciutadella a Otrar fos ocupada. Inalchuq va resistir fins a l'últim moment, fins i tot pujant a la part superior de la ciutadella per llençar pedres als Mongols. Genguis va matar molts dels habitants, esclavitzant la resta, i va executar Inalchuq, possiblement abocant or fos o argent per la seva gola com a retribució per a la captura de la caravana Mongola.

## Setges de Bukhara, Samarkand, i Urgench
Genguis va posar el seu general Jebe al cap d'un petit exèrcit que va enviar al sud, pretenent tallar qualsevol possibilitat de retirada del Shah a aquella meitat del seu regne. A més, Genguis i Tolui, al cap d'un exèrcit d'aproximadament 50,000 homes, rodejaven Samarkand i se n'anaven cap a l'oest per posar setge a la ciutat de Bukhara primer. Per fer això, travessaren el desert de Khizilkhum, que semblava infranquejable, saltant d'oasis a oasis, guiats gairebé tot el camí per nòmades capturats. Els mongols arribaren a les portes de Bukhara passant pràcticament inadvertits. Molts tactics militars veuen aquesta entrada de sorpresa a Bukhara com un dels atacs per sorpresa més reeixits en una guerra.
Bukhara no estava fortificada fortament, comptava amb un fossat i una muralla, i la ciutadella típica de les ciutats de Coràsmia. La guarnició Bukharan estava formada per soldats turcs i era dirigida per generals turcs, varen tractar de trencar el setge el tercer dia. Les forces turques, que englobaven segurament 20,000 homes, van ser anihilades en una batalla oberta. Els líders de ciutat obrien les portes al Mongols, encara que una unitat de defensors turcs dominava la ciutadella de la ciutat i van resistir durant dotze dies més. Els supervivents de la ciutadella foren executats, els artesans van ser enviats a Mongòlia, els homes joves que no havien lluitat s'enrolaren a l'exèrcit mongol i la resta de la població fou esclavitzada. Mentre els soldats mongols saquejaven la ciutat, va esclatar un incendi, que arrasa la major part de la ciutat. Genguis Khan va reunir a la gent de la ciutat a la mesquita principal, on va declarar que era el flagell de Déu, enviat per castigar-los pels seus pecats abans d'ordenar la seva execució.
Després de la caiguda de Bukhara, Genguis es va dirigir a la capital de Coràsmia Samarcanda arribant-hi el març de 1220. Samarcanda posseïa les millors fortificacions i 100,000 homes que la defensaven. Mentre Genguis començava el seu setge, els seus fills Chaghatai i ögedei es reunien amb ell després de finalitzar la reducció d'Otrar, i les forces mongoles unides van llançar un atac a la ciutat. Els mongols van atacar utilitzant presos com a escuts. El tercer dia de batalla, la guarnició Samarcanda llançava un contraatac. Fingint retirar-e, Genguis va deixar una força de guarnició de 50,000 homes assetjant Samarcanda, fet que va provocar la sortida de la guarnició a camp obert i la seva derrota. El Shah Muhammad va intentar alliberar la ciutat dues vegades, però va ser rebutjat. El cinquè dia la guarnició, excepte uns 2,000 soldats, es rendia. Els soldats restants, seguidors a ultrança del Shah, resistí a la ciutadella. Després que la fortalesa caigués, Genguis renega de les condicions de rendició i va executar tots els soldats que havien pres les armes contra ell a Samarcanda. Es va ordenar a la població que sortís de la ciutat i es reunís en una plana, on se'ls matava i les piràmides de caps tallats s'alçaven com a símbol de victòria mongola.
Més o menys en el moment de la caiguda de Samarcanda, Genguis Khan ordenava Subotai i Jebe, dos dels primers generals del Khan, perseguir i capturar el Shah. El Shah havia fugit cap a l'oest amb alguns dels seus soldats més lleials i el seu fill, Jalal al-din, a una petita illa de la mar Càspia. Allà fou on, el desembre de 1220, el Shah mori. La majoria d'historiadors atribueixen la seva mort a una pneumònia, però altres citen la commoció causada per la sobtada pèrdua del seu imperi com la causa de la seva mort.
Mentrestant, la rica ciutat comercial d'Urgench estava en mans de les forces coràsmies. Prèviament, la mare del Shah havia governat Urgench, però va fugir quan s'assabentà que el seu fill s'havia escapat al Mar Caspi. Va ser capturada i s'enviada a Mongòlia. Khumar Tegin, un dels generals de Muhammad, es va declarar Soldà d'Urgench. Jotxi, que havia estat en campanya al nord des de la invasió, es va apropar a la ciutat des d'aquella direcció, mentre que Genguis, Ögedei, i Chaghatai atacaven des del sud.
L'assalt a Urgench va ser la batalla més difícil de la invasió Mongola. La ciutat estava construïda al llarg del riu Amu Darya en una àrea pantanosa. El camp tou no era l'idoni per a la guerra de setge, i hi havia una manca de pedres grans per a les armes de setge. Els mongols van atacar malgrat tot, i la ciutat queia després d'una dura batalla, en què els defensors van lluitar casa per casa. Les baixes mongoles foren més altes del normal, degut a la dificultat d'adaptar les tàctiques mongoles a la batalla urbana.
La presa d'Urgench es va veure complicada per les tensions entre el Khan i el seu fill gran, Jotxi, a qui s'havia promès la ciutat com a premi. La mare de Jotxi era la mateixa que la dels seus tres germans: la núvia d'adolescent del Khan, Borte. Només els seus fills es consideraven com els fills "oficials" de Genguis i els seus successors, més que no pas els concebuts per les 500 altres "mullers i consorts." del Khan. Però la paternitat de Jotxi era font de controvèrsia; en els primers dies en els que el kan aconsegueix el poder, Borte és capturada i és violada mentre era presonera. Jotxi naixia nou mesos més tard. Mentre Genguis Khan decidia reconèixer-lo com el seu fill més vell (principalment a causa del seu amor per Borte, que hauria hagut de repudiar si rebutjava el seu fill), el dubte sempre va planar sobre el llinatge veritable de Jotxi.
Tals tensions eren presents mentre Jotxi participava en les negociacions amb els defensors, intentant aconseguir que es rendissin, per tal que la ciutat estigués tan intacta com fos possible. Això enfuria Chaghatai, i Genguis va intervenir en aquesta baralla de germans, assignant a Ögedei el comandament de les forces que assetiaven Urgench. Però la separació de Jotxi de comandament, i el saqueig d'una ciutat que considerava assignada a ell, l'enfurismà i l'apartà del seu pare i germans. A aquest fet se li atribueix un paper decisiu en les seves accions posteriors. Jotxi era un home que veia que els seus germans més joves eren promoguts per sobre d'ell, malgrat que les seves pròpies habilitats militars eren considerables.
Com era habitual, s'enviaren els artesans a Mongòlia, les dones joves i nens es donaren als soldats mongols com esclaus, i la resta de la població fou massacrada. L'estudiós persa Juvayni afirma que 50,000 soldats mongols van rebre l'ordre d'executar vint-i-quatre ciutadans d'Urgench cada un, fet que significaria que es mataren 1.2 milions de persones. Tot apunta, que això es tracta d'una exageració, malgrat tot el saqueig d'Urgench es considera com una de les massacres més sagnants en la història humana

## Campanya de Khorasan
Mentre els mongols avançaven camí a Urgench, Genguis enviava el seu fill més jove Tolui, al cap d'un exèrcit, a la província de Khorasan, a la Coràsmia occidental. Khorasan ja havia sentit la força de les armes mongoles. Als inicis de la guerra, els generals Jebe i Subatai havien viatjat a través de la província mentre perseguien el xa. Tanmateix, la regió distava molt d'estar subjugada, moltes ciutats importants romanien lliures, i les mostres de rebel·lió contra les poques forces mongoles a la regió eren habituals, seguint els rumors que Jalal al-Din, fill del Shah, estava reunint un exèrcit per lluitar amb els mongols. L'exèrcit de Tolui constava aproximadament de 50.000 homes, format per un nucli de soldats mongols (algunes estimacions el xifren entorn de 7.000 homes.), complementat per un gran grup de soldats estrangers, com turcs i poblacions prèviament conquerides a la Xina i Mongòlia. L'exèrcit també incloïa "3,000 màquines que llançaven grans fletxes incendiàries, 300 catapultes, 700 mongols per descarregar olles omplertes de naphtha, 4,000 escales d'assalt, i 2.500 sacs de terra per omplir fossats.". Una de les primeres ciutats a caure fou Termez llavors Balkh. L'objectiu principal per a l'exèrcit de Tolui era la ciutat de Merv.
La guarnició a Merv era només de 12,000 homes, i la ciutat estava inundada de refugiats de la Coràsmia oriental. Durant sis dies, Tolui va assetjar la ciutat, i el setè dia, va assaltar la ciutat. Tanmateix, la guarnició va rebutjar l'assalt i llançava el seu propi contraataquen contra els mongols. La guarnició es va veure forçada a tornar a la ciutat. L'endemà, el governador de la ciutat rendia la plaça, amb la promesa de Tolui de respectar les vides dels ciutadans. Tan aviat com la ciutat es va rendir, Tolui va massacrar gairebé totes les persones que es rendien, en una massacre possiblement a una escala més gran que a Urgench. Després d'acabar amb Merv, Tolui es dirigí cap a l'oest, atacant les ciutats de Nixapur i Herat. Nixapur va caure després de només tres dies; Tokuchar, un gendre de Genguis fou mort en la batalla, i Tolui passava per l'espasa totes les coses vives de la ciutat, incloent-hi els gats i gossos, amb la vídua de Tokuchar que presidint la massacre. Després de la caiguda de Nixapur, Herat es rendia sense batalla. Bamian a l'Hindukush hi hagué una altra escena de massacre, aquí la dura resistència va ocasionar la mort d'un net de Ghengis. Després es rendiren les ciutats de Toos i Mashad. Abans de la primavera de 1221, la província de Khorasan estava sota ocupació mongola. Deixant forces de guarnició darrere ell, Tolui va tornar cap a l'est per reunir-se amb el seu pare.

## La campanya final i seqüeles
Després de la campanya Mongola a Khorasan, l'exèrcit del Shah estava descompost. Jalal al-Din, que va prendre el poder després de la mort del seu pare, va reunir els romanents de l'exèrcit al sud, a l'àrea de l'Afganistan. Genguis havia enviat forces per perseguir l'exèrcit que es reunia a les ordres de Jalal al-Din, i les dues forces es trobaren a la primavera de 1221 a la ciutat de Parwan. El resultat era fou la batalla de Parwan, una derrota humiliant per a les forces mongoles. Enfurismat, Genguis es dirigí en persona cap al sud, i derrotà Jalal al-Din en la batalla de l'Indus. Jalal al-Din derrotat, fugí a l'Índia. Genguis va cercar el nou xa a la riba sud de l'Indus, però va fracassar.
Després que els centres restants de resistència es destruïssin, Genguis retornava a Mongòlia, deixant enrere tropes de guarnició mongoles. La destrucció i absorció de l'Imperi Corasmi presagiava el que li esperava al món islàmic, així com l'Europa de l'Est.
El nou territori va resultar ser un pas important per als exèrcits mongols, que sota el regnat d'Ogedei van envair el Rus de Kíev i Polònia, i per les futures campanyes que portarien les armes mongols a Àustria, el Mar Bàltic i Alemanya. Per al món islàmic, la destrucció de Coràsmia obria les portes de l'Iraq, Turquia i Síria. Els tres territoris van ser finalment sotmesos pels futurs Khans.
La guerra amb Coràsmia també va plantejar la important qüestió de la successió. Genguis no era jove quan va començar la guerra, i tenia quatre fills, tots ells, eren guerrers ferotges i cadascun amb els seus propis seguidors lleials. Aquesta rivalitat entre germans gairebé va arribar a un punt crític durant el setge d'Urgench, i Gengis es va veure obligat a recórrer al seu tercer fill, Ogedei, per acabar la batalla. Després de la destrucció d'Urgench, Gengis seleccionà oficialment Ogedei per ser el successor, així com l'establiment que els futurs Khans haurien de ser descendents directes dels governants anteriors. Malgrat aquest pacte, els quatre fills amb el temps arribarien a les mans, i les lluites intestines van mostrar la inestabilitat del Kanat que Gengis havia creat.
Jotxi mai no va perdonar el seu pare, i essencialment es va apartar d'altres guerres mongoles, al nord, des d'on es va negar a tornar amb el seu pare quan li va ordenar. En efecte, en el moment de la seva mort, el Khan estava planejant una marxa sobre el seu fill rebel. L'amargor que venia d'aquests fets es va transmetre als seus fills, i especialment als nets, a Batu i a Berke Khan, de l'Horda d'Or que conqueriria el Rus de Kíev, i els estats russos. A la llarga va conduir a una guerra oberta que causaria la caiguda de l'imperi. Els Mamelucs d'Egipte van infligir una de les derrotes més significatives en la història dels,ongols en la batalla d'Ayn Jalut el 1260, Hulegu Khan, un dels de nets Genguis Kan, per part del seu fill Tolui, que havia saquejat Bagdad el 1258, fou incapaç de venjar aquella derrota quan Berke Khan, el seu cosí, (que s'havia convertit en Islam) l'atacà al Transcaucas per contribuir a la causa de l'islam, i per primer cop van lluitar mongol contra mongol. Les llavors d'aquella batalla van ser sembrades a la guerra amb Coràsmia quan els seus pares lluitaren per la supremacia.